# VII Всесоюзный кинофестиваль
VII Всесоюзный кинофестиваль — седьмой Всесоюзный кинофестиваль. Прошёл с 12 по 19 апреля в 1974 году в Баку.
Председатель жюри конкурса художественных и мультипликационных фильмов:
Станислав Ростоцкий  народный артист СССР.
Председатель жюри конкурса документальных и научно-популярных фильмов:
Леонид Махнач заслуженный деятель искусств РСФСР.

## Художественные фильмы[2]

### Премии и призы.
- Главная премия

«Калина красная» (автор сценария и режиссер Василий Шукшин) Мосфильм
- Первая премия:
  - «В бой идут одни старики» (автор сценария Евгений Оноприенко, Александр Сацкий; режиссёр Леонид Быков) Киностудия имени А. Довженко
  - «Лютый» (автор сценария Андрей Кончаловский, Эдуард Тропинин, режиссер Толомуш Океев) Казахфильм
  - «Мелодии Верийского квартала» (автор сценария и режиссер Георгий Шенгелая) Грузия-фильм
- Лучший фильм на историческую тему:
  - «Насими» (автор сценария Иса Гусейнов, режиссер Гасан Сеидбейли) Азербайджанфильм
- Лучшие фильмы за экранизацию классики:
  - «Вей, ветерок!» / Pūt, vējiņi! (автор сценария Гунар Пиесис, Имант Зиедонис; режиссер Гунар Пиесис) Рижская киностудия
  - «Хаос» (автор сценария Вадим Меликсетян, режиссер Лаэрт Вагаршян) Арменфильм
- Лучшие детские фильмы:
  - «Москва — Кассиопея», (автор сценария Авенир Зак, Исай Кузнецов, режиссер Ричард Викторов) Киностудия имени М. Горького
  - «Озорные Братья Джапбаки» (автор сценария Семён Листов, режиссер Каков Оразсахедов) Туркменфильм
- За большой вклад в дело развития советской кинематографии и Премия лучшему режиссеру:
  - Присуждены народному артисту СССР, лауреату Государственной премии СССР Алты Карлиеву (посмертно) за постановку фильма «Тайны мукама» киностудии Туркменфильм .
- Премия за операторскую работу:
  - Присуждена Геннадий Карюк и Шухрат Махмудов за фильм «Встречи и расставания» киностудии Узбекфильм .
- Премия за музыку:
  - Присуждена композитору Имантс Калныньш в фильме «Вей, ветерок!» Рижская киностудия.
- Первая премия за исполнение женской роли:
  - Софико Чиаурели в фильме «Мелодии Верийского квартала».
  - Елизавета Караева в фильме «Тайны мукама».
- Вторая премия за исполнение женской роли:
  - Эльза Радзиня в фильме «Вей, ветерок!»
- Первая премия за исполнение мужской роли:
  - Леонид Быков в фильме «В бой идут одни старики»
  - Суйменкул Чокморов в фильме «Лютый»
- Вторая премия за исполнение мужской роли:
  - Расим Балаев в фильме «Насими»
  - Чоробек Думанаев в фильме «Водопад»
- Поощрительные дипломы жюри:
  - «Здесь наш дом» — за обращение к важной своевременной теме;
  - «Твой первый час» — за обращение к теме рабочего класса и преемственности поколений;
  - «До последней минуты» — за публицистическое решение важной политической темы;
  - «Хлеб пахнет порохом» — за воспроизведения исторического события;
  - «Дмитрий Кантемир» — за отображение исторической темы в сложной постановочном фильме;
  - «Полуночник» -за творческий поиск в фильме для детей;
  - Ато Мухамеджанов — за исполнение мужской роли в фильме «Тайна забытой переправы»
  - Камбар Валиеву — за исполнение детской роли в фильме «Лютый»;
  - Ия Нинидзе и Майя Канкава — за исполнение детских ролей в фильме «Мелодии Верийского квартала».

### Фильмы, участвующие в кинофестивале.
- «Высокое звание» 2 серии (автор сценария Юлий Дунский,Валерий Фрид; режиссёр Евгений Карелов) Мосфильм
- «Иван Васильевич меняет профессию» (автор сценария Владлен Бахнов, режиссёр Леонид Гайдай) Мосфильм
- «Истоки» (автор сценария Григорий Колтунов, Николай Рожков, режиссер Иван Лукинский) Киностудия имени М. Горького
- «Здесь наш дом» 2 серии (автор сценария Игнатий Дворецкий; режиссёр Виктор Соколов) Ленфильм
- «До последней минуты» (автор сценария Владимир Беляев; режиссёр Валерий Исаков) Одесская киностудия
- «Хлеб пахнет порохом» (автор сценария Иван Шамякин; режиссёр Вячеслав Никифоров) Беларусьфильм
- «Встречи и расставания» (автор сценария Одельша Агишев; режиссёр Эльёр Ишмухамедов) Узбекфильм
- «Твой первый час» (автор сценария Рамиз Фаталиев, режиссер Ариф Бабаев) Азербайджанфильм
- «Полуночник» (автор сценария Юрий Яковлев, режиссер Арунас Жебрюнас) Литовская киностудия
- «Дмитрий Кантемир» (автор сценария Владимир Иовицэ, режиссер Владимир Иовицэ, Виталий Калашников) Молдова-фильм
- «Водопад» (автор сценария Леонид Дядюченко, режиссер Юрий Борецкий) Киргизфильм
- «Тайна забытой переправы» (автор сценария Агзам Сидки, режиссёр Сухбат Хамидов) Таджикфильм
- «Тайны мукама» (автор сценария Худайберды Дурдыев, режиссер Алты Карлиев) Туркменфильм
- «Необычный случай» (автор сценария Сулев Раудсепп, Энн Реккор; режиссер Кальё Комиссаров) Таллинфильм
- «Открытие» (автор сценария Э. Тополь; режиссер Барас Халзанов) Свердловская киностудия

## Мультипликационные фильмы[2]

### Премии и призы.
- Первая премия:
  - Лиса и заяц (автор сценария и режиссер Юрий Норштейн) Союзмультфильм
  - Почему облако плачет (автор сценария и режиссер Масуд Панахи)
- Вторая премия:
  - Остров (автор сценария и режиссер Фёдор Хитрук) Союзмультфильм
  - Человек и слово (автор сценария и режиссер Евгений Сивоконь) Киевнаучфильм
- Поощрительные дипломы жюри:
  - Щелкунчик (автор сценария Борис Степанцев, Борис Ларин; режиссер Борис Степанцев) Союзмультфильм — за оригинальное художественное решение;
  - Песня о дружбе (автор сценария Владимир Валуцкий, К. Бенкерт; режиссёры Ефим Гамбург, Отто Захер) Союзмультфильм — за благородство темы и интересное использование детских рисунков;
  - Мелодия (автор сценария и режиссер Наталья Бодюл) Молдова-фильм — за удачный дебют.

### Мультфильмы, участвующие в кинофестивале.
- Полёт (автор сценария Пауль-Эрик Руммо; режиссер Рейн Раамат) Таллинфильм
- Яблонька (автор сценария и режиссер Арнолдс Буровс) Рижская киностудия
- Как велосипедик убежал (автор сценария Жанна Витензон; режиссер Т. Камалова) Узбекфильм
- «Неправильное выражение» (автор сценария Алла Тер-Акопян; режиссер Армен Миракян) Арменфильм.

## Документальные фильмы
- 1-я премия
  - «Повесть о первой весне» киностудия ЦСДФ режиссер Екатерина Вермишева;
  - «Закрома» Рижская киностудия;
  - «Горячий час» Сту́дия нау́чно-популя́рных и документальных фи́льмов Узбекфильм;
  - «Позови меня, доктор» киностудия ЦСДФ режиссер Евгений Легат;
- 2-я премия
  - «Продается дом» киностудия Таджикфильм;
  - «Хозяева» киностудия ЦСДФ.
- Специальный диплом жюри:
  - Коллективу кинодокументалистов студии Беларусьфильм — за оригинальное творческое решение темы становления человека в фильме «10 лет спустя, или Надежды и тревоги 10 „А“»
  - Писателю Георгию Радову — за глубокий и содержательный авторский комментарий в фильме «Хлеборобы» киностудия ЦСДФ.
- Премия за операторскую работу:
  - Матузявичюс, Корнелиюс[лит.] в фильме «Путешествие туманными лугами» Литовская киностудия.

## Научно-популярные фильмы
- 1-я премия
  - «Компьютер и загадка Леонардо» «Киевская киностудия научно-популярных фильмов»
  - «Ленинград, соревнование в действии» «Ленинградская киностудия научно-популярных фильмов „Леннаучфильм“»
- Специальный диплом жюри:
  - Сергею Образцову, Владимиру Рытченкову — за яркое авторское решение морально-этической темы в фильме «Кому он нужен, этот Васька?» Центра́льная сту́дия нау́чно-популя́рных и уче́бных фи́льмов
- 1-я премия короткометражный фильм
  - «Корова, телевизор и индюк» Грузинская студия научно-популярных и документальных фильмов
- 2-я премия короткометражный фильм
  - «Станки учатся думать» Центра́льная сту́дия нау́чно-популя́рных и уче́бных фи́льмов
  - «Прозорливые узоры» Азербайджанфильм
- Премия за операторскую работу:
  - Юрий Елхов за фильм «„Радуга“ в мире лазеров» Беларусьфильм.
- Премия за использование специальных видов киносъёмки:
  - Съёмочной группе фильма «Бородоносцы со дна океана» режиссер Тамара Иовлева «Ленинградская киностудия научно-популярных фильмов „Леннаучфильм“»

## Киножурналы
- 1-я премия
  - Киножурнал «На Волге широкой», № 35
- 2-я премия
  - «Советская Эстония», № 24
  - «Альманах кинопутешествий», № 80.
- Поощрительные дипломы: «Большой хлеб», «Медео. Дни и ночи мужества», «Письмо в газету», «Этюды о математиках», «Владивосток», «Занавес не опускается», киножурналу «Советский Урал», № 33
- Поощрительный диплом доктору исторических наук Лазису Пулатовичу Каюмову за авторскую разработку историко-революционной темы в фильме «Узбекистан. 1924—30 годы».